# Des filles et des chiens
Des filles et des chiens ist ein französischer Kurzfilm von Sophie Fillières aus dem Jahr 1991.

## Handlung
Louise und ihre beste Freundin spielen auf dem Weg von der Schule nach Hause das Spiel „Was wäre dir lieber?“. Die Fragen drehen sich um Liebe („Eine Woche schnorren oder von Christophe verlassen werden?“, „Mit Thibault ausgehen oder das Abi mit Auszeichnung bestehen?“) und Familie („Autounfall mit Verletzungen oder Scheidung der Eltern?“). Häufig stimmt die eine der anderen zu, doch reagiert Louises Freundin entsetzt, als Louise sich bei der Wahl zwischen Hundeinschläfern und Mathelehrer küssen für den Tod des Hundes entscheidet. Louise entgegnet, dass nicht ihre Antwort gemein sei, sondern die Frage.
Die beiden Freundinnen Treffen auf Emmanuelle, die sie vor die Wahl stellen, einen Löffel Hundekot zu essen oder Louises Urin zu trinken, wobei sich Emmanuelle für den Hundekot entscheidet, was ihr Louise übelnimmt. Als Emmanuelle verschwunden ist, will Louise das Spiel abbrechen, doch ihre Freundin besteht darauf, fortzufahren. Louise stellt die Frage, ob ihre Freundin es bevorzugen würden, wenn Emmanuelle mit  Thibault oder mit ihr, Louise, ausgehen würde. Ihre Freundin entscheidet sich für Louise und diese stimmt zu. Eine kurze Pause später gehen weiter. Weitere intimere Fragen folgen, bis Louise wissen will, ob ihre Freundin lieber mit ihrem Vater oder ihrer Mutter schlafen würde. Die Freundin bricht das Spiel ab, da sie die Antwort nicht wisse, und fährt zu ihrem Zahnarzttermin. Louise bittet sie, sie anzurufen, doch entscheidet die Freundin, dass Louise sie anrufen soll, und Louise stimmt zu.

## Produktion
Des filles et des chiens war das professionelle Regiedebüt von Sophie Fillières. Der Film wurde von der Filmhochschule La Fémis koproduziert, die Fillières 1990 im Bereich Regie abgeschlossen hatte. Fillières besetzte ihre jüngere Schwester Hélène Fillières in der Rolle der Freundin. Sandrine Kiberlain absolviert zudem einen ihre ersten Filmauftritte als Schauspielerin.
Der Film wurde unter anderem 1992 auf dem Festival du Court-Métrage de Clermont-Ferrand gezeigt. In den französischen Kinos lief er als Vorfilm zu Arnaud Desplechins Die Wache.

## Auszeichnungen
Des filles et des chiens erhielt auf dem Festival du Court-Métrage de Clermont-Ferrand 1992 eine besondere Erwähnung der Jury im nationalen Wettbewerb und wurde 1992 mit dem Prix Jean Vigo in der Kategorie Kurzfilm ausgezeichnet. 